# San Rafael (Maxcanú)
San Rafael es una localidad del municipio de Maxcanú en Yucatán, México.

## Toponimia
El nombre (San Rafael) hace referencia al Rafael Peon Losa fundador de San Rafael

## Demografía
Según el censo de 2005 realizado por el INEGI, la población de la localidad era de 1127 habitantes, de los cuales 568 eran hombres y 559 eran mujeres.
| 266                         | 59 | 84 | 91 | 153 | 195 | 251 | 436 | 790 | 889 | 945 | 1127 |
| (Fuente: INEGI [Consultar]) |    |    |    |     |     |     |     |     |     |     |      |